# 秦士文
秦士文（1569年—1628年），字质之，號彬予，山東青州府蒙陰縣人。明朝政治人物。

## 生平
萬曆二十二年甲午科（1594年）順天府鄉試第七十五名舉人，萬曆三十二年（1604年）甲辰科進士，初任寶坻縣令，再任密雲縣令，丁艱歸。四十年起復任山西長治縣令。因政績卓著，萬曆四十一年（1613年），擢禮部祠祭司主事，歴员外、郎中，升陝西洮岷兵備副使、布政司參政、山西按察使。丁父喪，服闋，復除山西按察使，备兵怀来，尋升布政使、右佥都御史、巡抚宣府，上疏請建魏忠贤生祠。崇禎即位，擢兵部右侍郎，移左侍郎，又署掌京營戎政。崇禎元年（1628年），加兵部尚书，尋以爲魏忠贤建祠事免官，同年五月病故。

## 著作
著有《撫宣奏議》9卷，詩、文各1卷。

## 家族
曾祖秦纪。祖父秦弘，赠太医院吏目。父秦希夏，太医院御医。母公氏。具慶下。兄士揚，弟士貴、士显、士彦、士桢。娶張氏。
弟秦士楨，天啓二年（1622年）壬戌科進士，官高邮州知州。